# Anna Andersch-Marcus

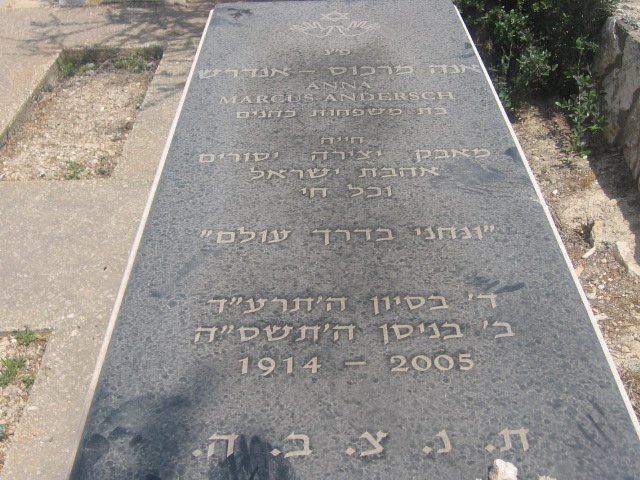
Grabplatte von Anna Andersch-Marcus am Ölberg (Jerusalem)

Anna Andersch-Marcus; auch Anna Kienau (* 29. Mai 1914 in Kiel; ✡ 11. April 2005 in Jerocham in Israel) war eine deutsche Glasmalerin. Ihr Grab befindet sich in Jerusalem.

## Leben
Anna Andersch-Marcus, geborene Nagel, war die Tochter des Franzosen und Halbjuden Christian Henry Nagel und dessen protestantischer Ehefrau Friederike, geb. Peters.
Sie besuchte von 1931 bis 1935 die Technische und kunstgewerbliche Fachschule in Kiel bei Werner Lange (1888–1955) und wechselte dann an die Graphische Fachschule Berlin.
Bereits nach vier Monaten erhielt sie, nicht nur wegen ihrer jüdischen Herkunft, sondern auch, weil sie sich seit 1933 weigerte, den Hitlergruß auszuführen und in den NS-Studentenbund einzutreten, von den Nationalsozialisten ein Studienverbot; die SS konfiszierte 20 ihrer expressiven Holzschnitte und vernichtete sie als „bolschewistische“ Kunst; sie wurde auf die „Schwarze Liste“ gesetzt. Der Deutsche Künstlerbund schloss sie aus. Sie konnte sich bis 1938 in Berlin mit Unterstützung von Freunden und anderen Künstlern mit Arbeitsaufträgen durchschlagen, unter anderem auch für die Organisation Todt und selbst für die SS, deren „Hausvisitationen“ sie andererseits bedrohten und einzuschüchtern versuchten; in dieser Zeit nahm sie von 1935 bis 1938 Privatunterricht bei dem Tiermaler und Zeichner Jakob Friedrich Bollschweiler (1888–1938). Nachdem sie als Anna Kinau 1938 Berlin überstürzt verlassen musste, zog sie zu ihrem Mann nach Dessau, wo dieser als Maler und Bühnenbildner am Theater arbeitete, bis sie 1939 nach Hamburg zogen.
Zwischen September 1939 bis 1968 war sie in Hamburg-Finkenwerder ansässig. 1941 kam ihre Akte mit der Auflistung ihrer anti-nazistischen Studentenaktivitäten von Berlin nach Finkenwerder, worauf sie von der Familie ihres Mannes im Dezember 1941 mit ihren Kindern auf die Straße gesetzt wurde; sie bezog daraufhin mit ihren Kindern eine primitive Notwohnung.
Anna Kinau lebte unter Polizeiaufsicht und durfte Finkenwerder nicht verlassen. Die Fischer von Finkenwerder schützten sie, indem sie sie als verrückte Künstlerin ausgaben und tolerierten und sorgten dafür, dass sie sich dennoch einleben konnte. 1943 verbrannten ihre in Hasselbrook deponierten Möbel, Haushaltsgegenstände und Bilder. Das ererbte Geld wurde konfisziert, ihre Papiere verschwanden. Bei Kriegsende stand sie vor dem Nichts, erhielt aber nach Kriegsende von den Besatzungsmächten zahlreiche Aufträge und konnte ihr Einkommen durch weitere Malereien sicherstellen. Mit ihrer Fenstermalerei von Kirchen- und Synagogenfenstern hatte sie so viel Erfolg, dass sie in ganz Deutschland bekannt wurde.
In Hamburg fanden Einzelausstellungen 1960 in der öffentlichen Bücherhalle in Winterhude und 1968 in der Galerie Café Latin statt.
Nach anfänglichen grafischen Arbeiten entstanden später vornehmlich Landschafts- und Architekturbilder mit abstrahierenden Formen und streng tektonischen Kompositionen; sie versuchte sich auch an der Gouachemalerei.
1955 und 1961 nahm sie mit Öl- und Temperabildern an den Ausstellungen Hamburger Künstler teil. Zudem erfüllte sie viele Kunst-am-Bau-Aufträge im Bereich Wandmalerei und Fenstergestaltung im Hamburger Raum.
1969 siedelte sie nach Israel über. Aber auch nach ihrem Umzug beteiligte sie sich noch 1983 an einer Gemeinschaftsausstellung in Hofgeismar in der Galerie am Markt.
Nach ihrer Umsiedlung nach Israel lebte sie, unter anderem als Glasmalerin im muslimischen Viertel von Jerusalem, bevor sie in die Negev-Wüste nach Jerocham umzog.
2001 fand eine Benefiz Ausstellung zur Rettung der einzigen Glasmalerei-Fenster in Norderstedts Kirchen mit Werken der Künstlerin dieser Fenster, die die törichten und klugen Jungfrauen zeigten.
Sie trat in der Dokumentation Hitler und die Frauen (Institut für Auslandsbeziehungen, 2001) als Zeitzeugin auf und erzählte, wie sie nach ihrem Arbeitsverbot heimlich Aufträge von Leni Riefenstahl bekam.
1937 heiratete sie ihren Studienkollegen Carl-Adolf Kinau (geb. 1910; † unbekannt), Sohn Gorch Focks. 1939 und 1941 wurden die Kinder Anna und Jan geboren. Nachdem ihr Mann in den Kriegsdienst eingezogen worden war, zerbrach in der Folge die Ehe.
Sie heiratete 1949 Martin Andersch (1921–1992), Grafiker, Schriftkünstler und Bruder von Alfred Andersch. Ihr gemeinsamer Sohn Dirk Andersch (* 6. Februar 1950 in Hamburg) wurde Maler und Radierer.
Anna Andersch-Marcus war in dritter Ehe mit Shlomo Marcus, ein Enkel von Josef Eschelbacher, verheiratet und konvertierte hierzu zum jüdischen Glauben.

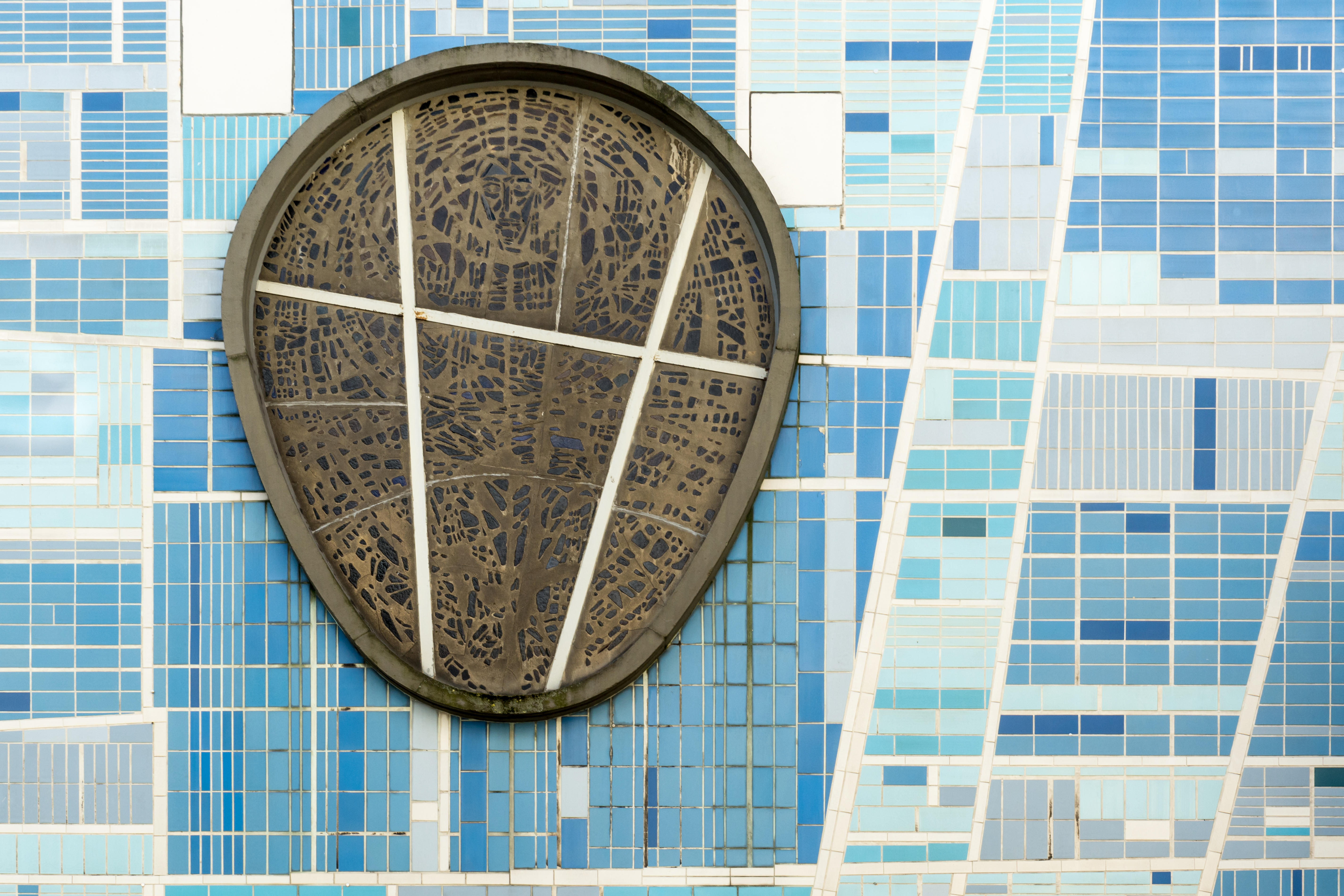
Fenster der Bodelschwinghkirche in Hamburg-Winterhude

## Werke (Auswahl)
- Wandgestaltung Japanisches Spielzeug 1956 in der Volksschule Ballerstedtweg, Hamburg-Ohlsdorf.
- Paris, Herbst. 1960. Hamburg, Kunsthalle.
- Engel. 1960. Bischofskanzlei Hamburg.
- 50 bleiverglaste Glasfenster 1960 in der Heiligengeistkirche in Barmbek. Nachdem die Kirche teilweise abgerissen werden sollte, konnten die Fenster im Keller der Kirche in Sicherheit gebracht werden. Nach der Einweihung am 22. September 2017 zieren die Fenster die Wände des Andachtraumes in der Hamburger Rathauspassage.
- Kloster Sumela. Farbholzschnitt 1966.
- Im Serail. Farbholzschnitt 1966.
- 1967 gestaltete sie die Glasfenster der St.-Nikolai-Kirche in Hamburg-Finkenwerder.
- Gestaltung der Fenster mit Weinbergmotiven für die Weinbergkirche in Kiel-Elmschenhagen. 1985.
- Wandmalereien in der Jugendbücherei Kohlhöfen, Hamburg.
- Fenster der Bodelschwinghkirche in Hamburg-Winterhude.
- Restauration der Buntglasfenster in der Erlöserkirche in Jerusalem, die 1948 im Verlauf des israelischen Unabhängigkeitskrieges und 1967 während des Sechstagekrieges beschädigt worden waren.
- Wüste und Wasser - Illustrationen. Hamburg Dölling u. Galitz 1994. ISBN 978-3-926174-93-2.